# Faro Cabo Carranza
El Faro Cabo Carranza, también conocido como Faro Carranza, es un faro chileno ubicado en la Región del Maule. Es parte de la red de faros de Chile.

## Historia
Este faro es inaugurado el 1 de septiembre de 1895 en las cercanías de la Caleta Loanco. Cuenta con la particularidad de ser el único faro chileno con torre piramidal metálica de base rectangular.
Su construcción fue motivada por diversos naufragios ocurridos en las cercanías a la Punta Santa Ana, como los de la goleta Joven Cecilia en 1839, la barca Sobrina Enriqueta en 1850, el vapor Imperial en 1883, entre otros. El más conocido de estos es el del Vapor Cazador el 30 de enero de 1856. También destaca el del SS John Elder de la Pacific Steam Navigation Company, que naufragó el 17 de enero de 1892 en viaje entre Valparaíso y Talcahuano con 132 personas, sin pérdidas humanas.
Entre los relatos acerca de este faro y sus cercanías, algunos sostienen que habría sido lugar de naufragio de uno de los submarinos de la flotilla de escape de Adolf Hitler este relato se documentaría en el libro El último búnker de Hitler.
Francisco Solano Asta-Buruaga y Cienfuegos escribió en 1899 en su Diccionario Geográfico de la República de Chile sobre el lugar:
Carranza (Punta de).-—Espolón de la costa del departamento de Constitución saliente al Pacífico por los 35° 36' Lat. y 72° 40' Lon. entre las desembocaduras de los riachuelos de Luanco y Reloca. Es baja y ligeramente quebrada, y despide una restinga de cerca de dos kilómetros mar afuera. En ella naufragó el 30 de enero de 1850 por la noche el vapor de guerra chileno «Cazador», no salvándose de 501 individuos que trasportaba más que 43.

## Actualidad
Actualmente, mantiene dotación de la Armada de Chile y además de servir de señalización marítima genera reportes meteorológicos desde 1979.
En el año 2015 se demolió el antiguo faro, reemplazándose por una nueva estructura de más de 35 toneladas en fundaciones de hormigón armado y 30 toneladas en plancas de fierro, cuenta con cinco tarimas interior (descansos).